# Трящина (река)
Трящина — река в России, протекает по территории Ловозерского района Мурманской области. Впадает в губу Трящина Баренцева моря, протекает через озеро Трящинское. Длина реки — 18 км, площадь её водосборного бассейна — 145 км².

## Данные водного реестра
По данным государственного водного реестра России относится к Баренцево-Беломорскому бассейновому округу, водохозяйственный участок реки — реки бассейна Баренцева моря от восточной границы бассейна реки Воронья до западной границы бассейна реки Иоканга (мыс Святой Нос), речной подбассейн реки — подбассейн отсутствует. Речной бассейн реки — бассейны рек Кольского полуострова, впадает в Баренцево море.